# Vi hörs
Vi hörs är ett studioalbum från 1975 av det svenska dansbandet Bröderna Roos.

## Låtlista
| Nr  | Titel                         | Låtskrivare | Längd |
| --- | ----------------------------- | ----------- | ----- |
| 1.  | "Kasta loss upp med seglen"   | Kjell Roos  | ?     |
| 2.  | "Kärleken den kommer och går" | Tranell     | ?     |
| 3.  | "Säg mamma varför gråter du"  | Kjell Roos  | ?     |
| 4.  | "Mitt sommarhopp"             | Kjell Roos  | ?     |
| 5.  | "Jag vill ge dej någonting"   | Kjell Roos  | ?     |
| 6.  | "Tänk dej noga för"           | Kjell Roos  | ?     |
| 7.  | "Kom igen lägg aldrig av"     | Kjell Roos  | ?     |
| 8.  | "Det är kärlek vi behöver"    | Kjell Roos  | ?     |
| 9.  | "Sommaren är slut"            | Kjell Roos  | ?     |
| 10. | "Tron på vår"                 | Einar Roos  | ?     |
| 11. | "Jag ska säja dej"            | Kjell Roos  | ?     |

### Fotnoter
1. ↑  ”Vi hörs”. Svensk mediedatabas. 26 februari 1975. https://smdb.kb.se/catalog/id/001885015. Läst 9 november 2010.